# Lilabröstad blåkråka
Lilabröstad blåkråka (Coracias caudatus) är en afrikansk fågel i familjen blåkråkor inom ordningen praktfåglar.

## Kännetecken

### Utseende
Lilabröstad blåkråka är en nästan omisskännlig färgglad fågel som är lätt att få syn på där den ofta sitter exponerat i toppen av ett träd. Den är 28-30 centimeter lång med lilafärgad strupe, blekt azurblå buk och svarta förlängda yttre stjärtpennor. Unikt för blåkråkor är fötterna syndaktyla, där andra och tredje tån är sammanväxta.
De två underarterna (se nedan) skiljer sig åt där nominatformen har olivgrön rygg, lilafärgat bröst, medan lorti har grönblå rygg och azurblått bröst. Båda underarterna är vitstreckade undertill. Vissa individer har också en lila eller rödbrun fläck på nedre delen av buken. Ungfåglar har rödbrunt på strupe och bröst med breda och suddiga beigevita streck.
Lilabröstad blåkråka kan förväxlas med savannblåkråka i Kenya, men denna har mörkare blå övre stjärttäckare, azurfärgat bröst och spatelformade förlängda yttre stjärtpennor.

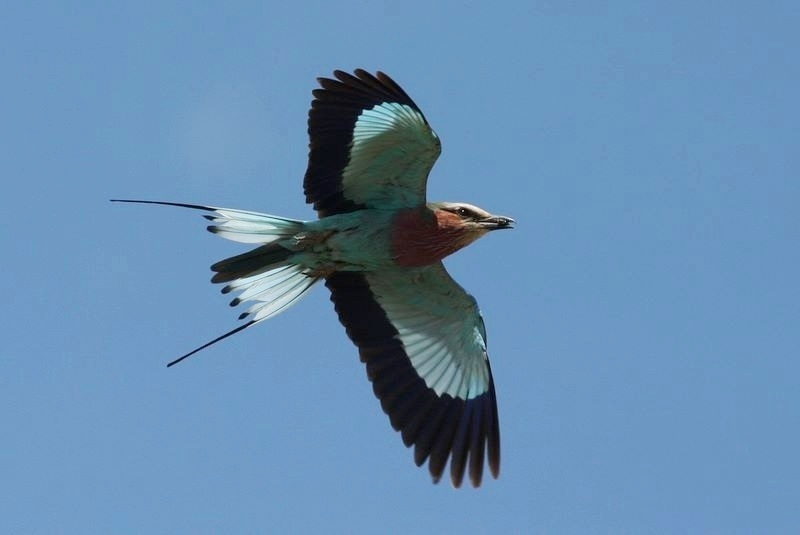

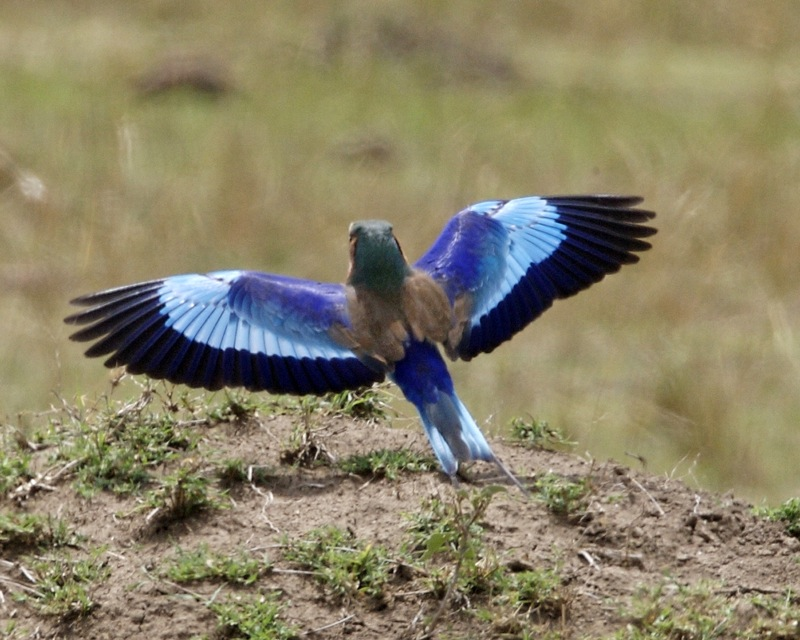

### Läten
Liblabröstad blåkråka låter höra ett högljutt och gutturalt "rak rak rak" i flykten. Under den i familjen unika spelflykten där fågeln rollar (blåkråkor heter "rollers" på engelska) upprepas flyktlätet snabbt och avslutas i "kaa, kaarsh, kaaarsh".

## Utbredning och systematik
Lilabröstad blåkråka delas in i två underarter med följande utbredning:
- Coracias caudatus lorti – förekommer från Etiopien och söderut till Turkanasjön, Somalia och nordöstra Kenya
- Coracias caudatus caudatus – förekommer från södra och östra Afrika och norrut till Uganda och Kenya

Tillfälligt har den påträffats i Eritrea, Oman och Jemen.

## Levnadssätt

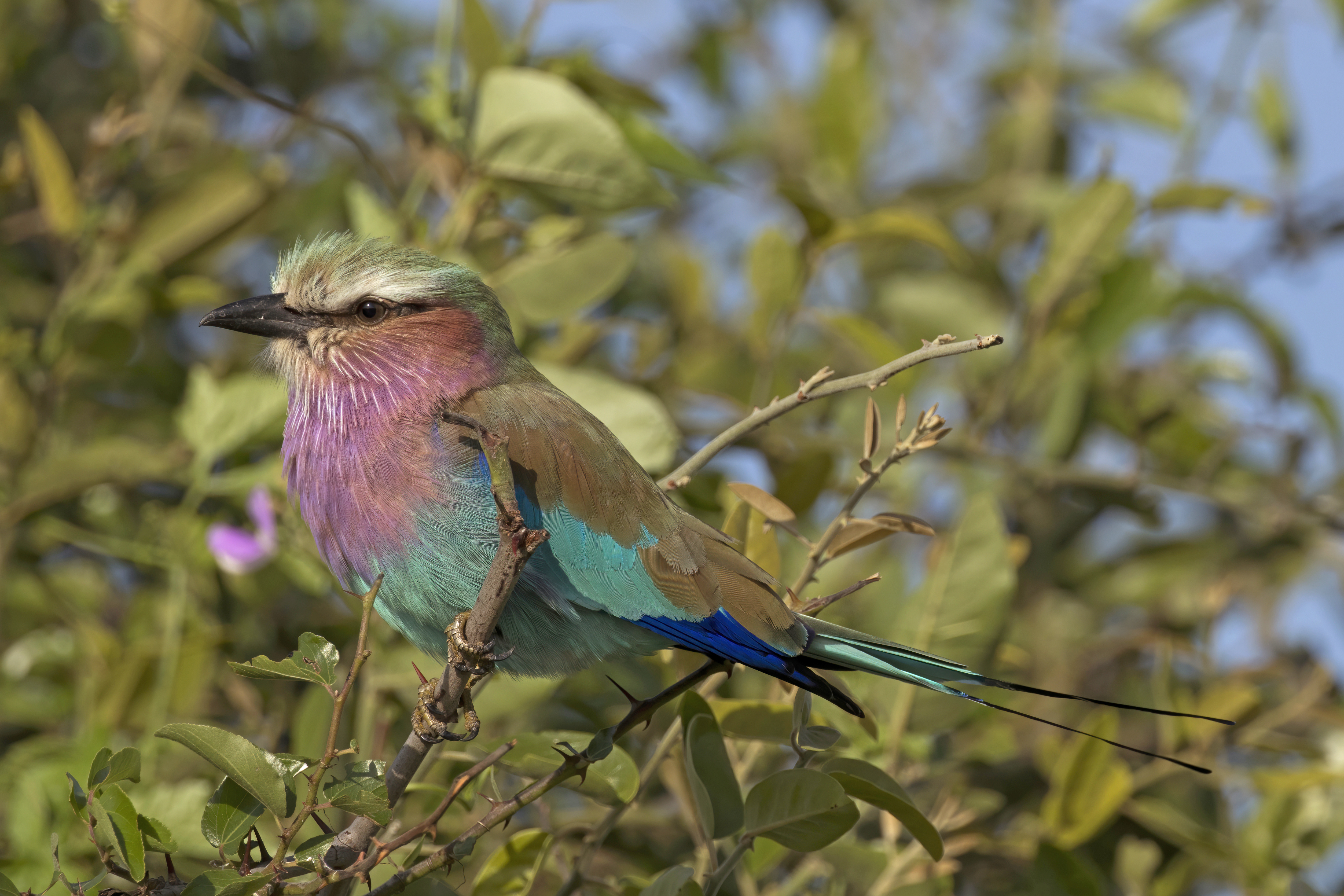
Lilabröstad blåkråka i Chobe National Park, Botswana

Denna art förekommer i öppen savann med spridda träd och buskar, mer sällan flodnära vegetation, öppen skog, men kan även ses i halvöken  och öppna gräsmarker bara det finns upphöjda sittplatser. Arten är i stort stannfågel, men nominatformen sprider sig efter häckningen in i miombo eller sandiga områden innan de återvänder till häckplatsen innan regnperioden börjar.

### Häckning

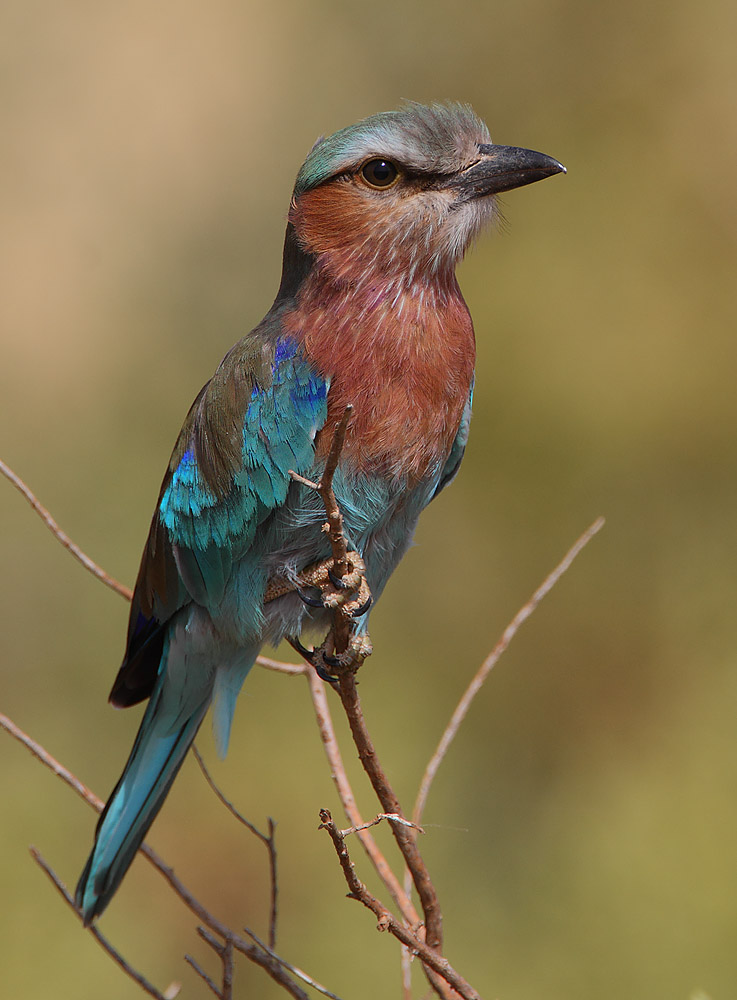
Ungfågel i i Samburu N. R., centrala Kenya.

Lilabröstad blåkråka häckar från slutet av april till mitten av september i Somalia, men på andra platser olika tider på året. Den är troligen monogam och häckar enskilt, inte i kolonier. Fågeln bygger ett platt gräsbo i ett trädhål uthackat av en kungsfiskare eller hackspett, ungefär fem meter ovan mark i ett baobabträd, i en död kokospalm, en Casuarina eller en Terminalia. Den lägger tre till fyra ägg i Somalia, i södra Afrika två till fyra ägg. Hanen och honan turas om att ruva äggen i 22-24 dagar.

### Föda
Fågeln lever av leddjur som marklevande insekter, spindlar, skorpioner, enkelfotingar, tusenfotingar och sniglar, men även små däggdjur. I Östafrika gör den sällskap med taitatörnskata och blek flugsnappare i att utnyttja gräsbränder för att hitta föda, och i Sydafrika ses den med storkar, svalor, glador och biätare göra detsamma när bränder driver djur upp på vägar.
Eftersom den mestadels lever av marklevande byten ses lilabröstad blåkråka ofta spana från en hög sittplats, till och med från ryggen på ett växtätande däggdjur.) Därifrån gör den utfall för att fånga bytet på marken. Är bytet litet sväljer den det på plats, medan större byten tas tillbaka till sittplatsen för att slås ihjäl och styckas.

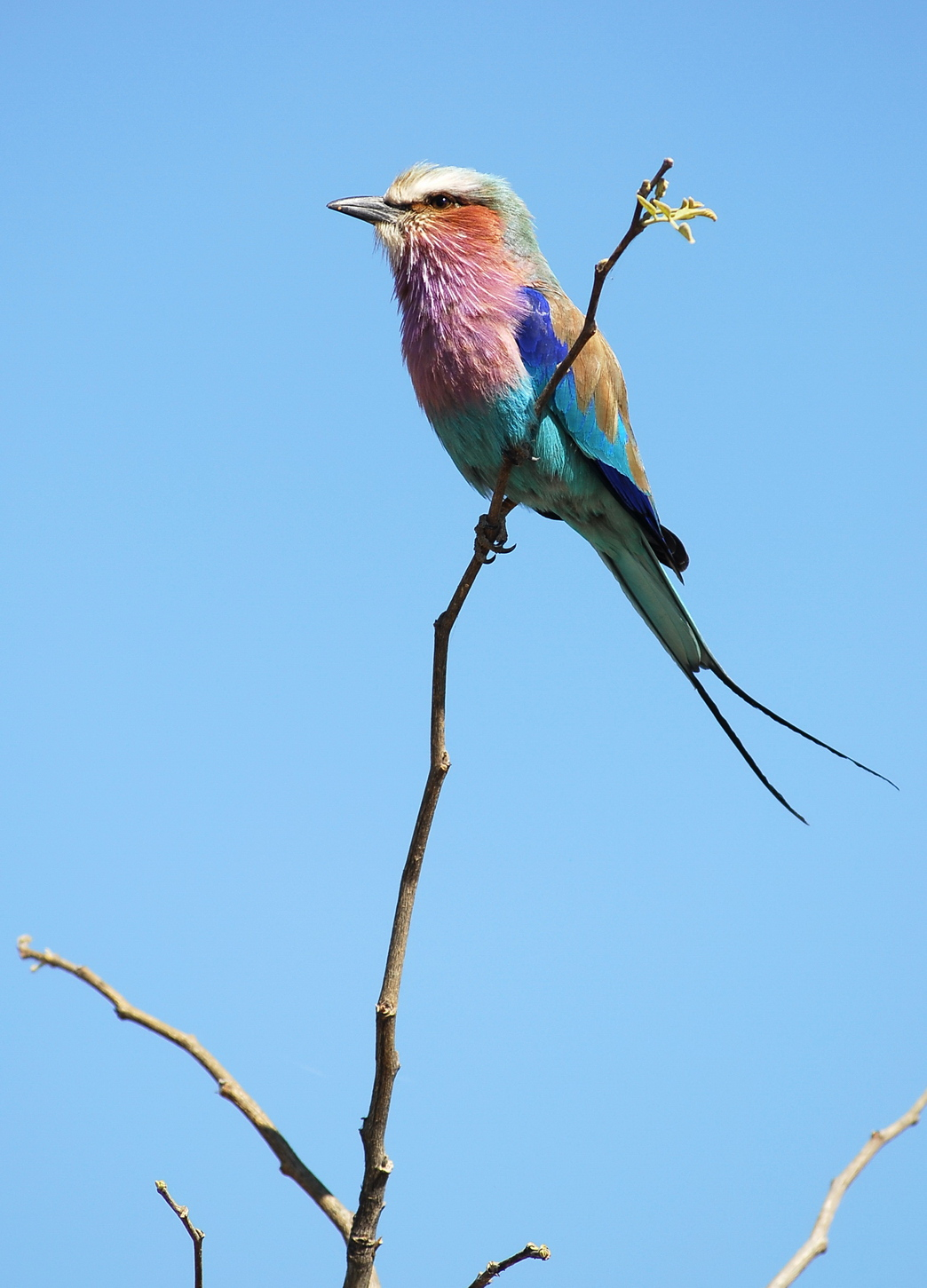

## Status och hot
Arten har ett stort utbredningsområde och en stor population med stabil utveckling och tros inte vara utsatt för något substantiellt hot. Utifrån dessa kriterier kategoriserar internationella naturvårdsunionen IUCN arten som livskraftig (LC). Världspopulationen har inte uppskattats men den beskrivs som frekvent, vanlig och mycket vanligt förekommande.